# Maria Segura Pallerés
Maria Segura Pallerés (* 10. Juni 1992 in Barcelona) ist eine spanische Volleyballspielerin.

## Karriere

### Verein
Die in Barcelona geborene Segura Pallerés durchlief die Jugendmannschaften der Volleyballabteilung des FC Barcelona, ehe sie 2014 nach Italien wechselte. Dort spielte sie bis 2018 in der ersten und zweiten Liga. Zunächst je ein Jahr bei Volley Hermaea Olbia (2014–2015) und Delta Informatica Trentino Rosa (2015–2016), ehe sie in die erste italienische Volleyballliga zu Saugella Monza wechselte. 2017 wechselte sie zu Ubi Banca San Bernardo Cuneo in die zweite italienische Liga. Dort avancierte sie zu einer der Top-Scorerinnen und wurde mit dem Vizemeisterin.
Anfang Juli 2018 gab der deutsche Pokalsieger Dresdner SC die Verpflichtung der Außenangreiferin Maria Segura Pallerés bekannt. Segura Pallerés unterzeichnete einen Einjahresvertrag bis 2019. Sie ist die erste spanische Volleyballspielerin, die beim Dresdner Verein einen Vertrag unterzeichnete. Mit den Dresdnern schied sie bereits im Playoff-Achtelfinale der Saison 2018/19 aus dem Kampf um die Deutsche Meisterschaft aus. Der Dresdner SC entschloss sich nach dem Ende der Saison, Segura Pallerés kein neues Vertragsangebot zu unterbreiten. Sie wechselte daraufhin in die italienische Serie A1 zu Banca Valsabbina Millenium Brescia. Zur Saison 2020/21 wurde sie vom deutschen Bundesligisten Allianz MTV Stuttgart verpflichtet. Im Play-off-Finale unterlag sie mit den Stuttgarterinnen ihrem ehemaligen Verein Dresdner SC und gewann damit den Vizemeistertitel der Volleyball-Bundesliga. In den drei folgenden Spielzeiten gewann sie mit Stuttgart die Deutsche Meisterschaft, in den Playoff-Finalserien 2021/2022 und 2022/2023 wurde der SC Potsdam bezwungen, in der Serie 2023/2024 der SSC Palmberg Schwerin.

### Nationalmannschaft
Segura Pallerés nahm 2008 und 2010 mit der Junioren-Nationalmannschaft Spaniens an der Junioren-Europameisterschaft sowie 2009 an der Junioren-Weltmeisterschaft teil. Seit 2011 ist Teil des Kaders der spanischen Volleyballnationalmannschaft. Mit dieser nahm sie an den Volleyball-Europameisterschaften 2011 in Italien und Serbien, 2013 in Deutschland und der Schweiz, 2015 in Belgien und den Niederlanden sowie 2017 in Aserbaidschan und Georgien. Ebenso nahm sie an der Volleyball-Europaliga 2011, 2012, 2014, 2016 und 2017 teil.